# ジョフリー・ヴァーナー
ジョフリー・ヴァーナー（Geoffry Varner、1987年3月2日 - ）は、アメリカ合衆国カリフォルニア州パロアルト出身の男性フィギュアスケート選手。2005年JGPファイナル3位。

## 経歴
カリフォルニア州パルアルトに生まれ、8歳のときにスケートを始めた。長らくアイスホッケーをしていたという。2005-2006年シーズンからISUジュニアグランプリに参戦し、JGPアンドラ杯3位、JGPクロアチア杯2位となり、JGPファイナルへの進出を果たした。JGPファイナルではショートプログラムで4位となったものの、フリースケーティングで巻き返し総合3位となりメダルを獲得する。
2006-2007年シーズンからシニアクラスに転向し、ISUグランプリシリーズに参戦したが、成績は伸び悩んだ。2008年全米選手権では12位に終わる。

## 主な戦績
| 大会/年          | 2005-06 | 2006-07 | 2007-08 |
| ---------------- | ------- | ------- | ------- |
| 全米選手権       | 3 J     | 17      | 12      |
| GPスケートカナダ |         | 11      | 12      |
| GPNHK杯          |         | 10      |         |
| 世界Jr.選手権    | 9       |         |         |
| JGPファイナル    | 3       |         |         |
| JGPクロアチア杯  | 2       |         |         |
| JGPアンドラ杯    | 3       |         |         |

- J = ジュニアクラス

### 詳細
| 2007-2008 シーズン |                                                        |          |           |           |
| 開催日             | 大会名                                                 | SP       | FP        | 結果      |
| 2008年1月20日-27日 | 全米フィギュアスケート選手権（セントポール）           | 9 65.40  | 14 119.12 | 12 184.52 |
| 2007年11月1日-4日  | ISUグランプリシリーズ スケートカナダ（ケベックシティ） | 12 42.45 | 12 92.09  | 12 134.54 |

| 2006-2007 シーズン     |                                                    |          |           |           |
| 開催日                 | 大会名                                             | SP       | FP        | 結果      |
| 2007年1月21日-28日     | 全米フィギュアスケート選手権（スポケーン）         | 18 47.66 | 16 103.19 | 17 150.85 |
| 2006年11月30日-12月3日 | ISUグランプリシリーズ NHK杯（長野）                | 11 52.70 | 10 98.09  | 10 150.79 |
| 2006年11月2日-5日      | ISUグランプリシリーズ スケートカナダ（ビクトリア） | 10 57.15 | 11 91.42  | 11 148.57 |

| 2005-2006 シーズン  |                                                             |          |          |          |          |
| 開催日              | 大会名                                                      | 予選     | SP       | FP       | 結果     |
| 2006年3月6日-12日   | 2006年世界ジュニアフィギュアスケート選手権（リュブリャナ）  | 8 100.00 | 10 53.36 | 11 99.18 | 9 152.54 |
| 2006年1月7日-15日   | 全米フィギュアスケート選手権 ジュニアクラス（セントルイス） | -        | 1 57.58  | 3 107.91 | 3 165.49 |
| 2005年12月24日-27日 | 2005/2006 ISUジュニアグランプリファイナル（オストラバ）     | -        | 4 54.21  | 2 111.16 | 3 165.37 |
| 2005年10月6日-9日   | ISUジュニアグランプリ クロアチア杯（ザグレブ）              | -        | 2 57.82  | 2 112.66 | 2 170.48 |
| 2005年9月8日-11日   | ISUジュニアグランプリ アンドラ杯（カニーリョ）              | -        | 2 57.58  | 5 101.17 | 3 158.75 |